# Serie A2 2019-2020 (pallavolo femminile)
La Serie A2 2019-2020 si è svolta dal 6 ottobre 2019 al 7 marzo 2020: al torneo hanno partecipato venti squadre di club italiane femminili e la vittoria finale non è stata assegnata ad alcuna squadra a seguito dell'interruzione del campionato a causa della pandemia di COVID-19.

## Regolamento

### Formula
Le venti squadre, suddivise in due gironi da dieci (girone A e girone B) sulla base del ranking ottenuto nella stagione precedente, hanno disputato un girone all'italiana, con gare di andata e ritorno, per un totale di diciotto giornate; al termine della regular season:
- Le prime cinque classificate di ogni girone hanno acceduto alla pool promozione.
- Le ultime cinque classificate di ogni girone hanno acceduto alla pool salvezza.

Entrambe le pool sono state strutturate in gironi all'italiana, con gare di andata e ritorno, dove le squadre hanno sfidato solamente le formazioni non incontrate nella regular season per un totale di ulteriori 10 giornate, non ripetendo le sfide con le squadre della stessa pool incontrate nella regular season ma mantenendo tutti i punti in classifica ottenuti dagli incontri già disputati nella prima fase. Al termine della seconda fase:
- La prima classificata della pool promozione sarebbe stata promossa in Serie A1.
- Le classificate dal secondo all'ottavo posto nella pool promozione e la prima classificata nella pool salvezza avrebbero dovuto accedere ai play-off promozione, strutturati in quarti di finale, semifinali e finale, con il primo turno giocato con gare di andata e ritorno (quest'ultimo disputato in casa della migliore classificata) ed eventuale golden set in caso di parità di punti dopo le due partite (coi punteggi di 3-0 e 3-1 sarebbero stati assegnati 3 punti alla squadra vincente e 0 a quella perdente, col punteggio di 3-2 sarebbero stati assegnati 2 punti alla squadra vincente e 1 a quella perdente) e quelli successivi giocati al meglio di due vittorie su tre gare, con gara-1 ed eventuale spareggio in casa della migliore classificata: la vincitrice sarebbe stata promossa in Serie A1.
- Le formazioni classificate dal quarto al settimo posto della pool salvezza avrebbero dovuto accedere ai play-out, organizzati in finali al meglio delle tre gare con incroci in funzione del posizionamento finale in classifica (4ª-7ª e 5ª-6ª); le perdenti sarebbero state retrocesse in Serie B1.
- Le ultime tre classificate della pool salvezza sarebbero state retrocesse in Serie B1[3].

A seguito del diffondersi in Italia della pandemia di COVID-19, il campionato è stato sospeso l'8 marzo 2020: l'8 aprile 2020 la FIPAV ha decretato la chiusura anticipata del campionato senza assegnazioni delle promozioni e delle retrocessioni.

### Criteri di classifica
Se il risultato finale è stato di 3-0 o 3-1 sono stati assegnati 3 punti alla squadra vincente e 0 a quella sconfitta, se il risultato finale è stato di 3-2 sono stati assegnati 2 punti alla squadra vincente e 1 a quella sconfitta.
L'ordine del posizionamento in classifica è stato definito in base a:
- Punti;
- Numero di partite vinte;
- Ratio dei set vinti/persi;
- Ratio dei punti realizzati/subiti.

## Squadre partecipanti
Le squadre neopromosse dalla Serie B1 sono state la Futura Giovani, 
la Giò, l'Helvia Recina e il Talmassons, vincitrici della regular season, e il Montale, vincitrice dei play-off promozione, mentre la squadra retrocessa dalla Serie A1 è stata il Chieri '76.
Delle squadre aventi il diritto di partecipazione:
- Il Chieri '76 è stato ripescato in Serie A1.
- La Giò ha ceduto il titolo sportivo al Marsala, il quale è stato ammesso in Serie A2.
- La Zambelli Orvieto ha rinunciato all'iscrizione.

Per integrare l'organico delle squadre sono state ripescate l'Hermaea e il Roma Club.
Per volere della FIPAV il Club Italia è stato ammesso in Serie A2.

### Girone A
| Club                 | Stagione | Città                     | Impianto               | Stagione precedente                                                                    |
| -------------------- | -------- | ------------------------- | ---------------------- | -------------------------------------------------------------------------------------- |
| Academy Sassuolo     | dettagli | Sassuolo                  | PalaPaganelli          | 6ª in Serie A2 (girone B); 1ª in pool salvezza                                         |
| Adolfo Consolini     | dettagli | San Giovanni in Marignano | Palazzetto dello Sport | 4ª in Serie A2 (girone B); 4ª in pool promozione; quarti di finale play-off promozione |
| Club Italia          | dettagli | Roma                      | Centro Pavesi          | 13ª in Serie A1                                                                        |
| Cutrofiano           | dettagli | Cutrofiano                | PalaCesari             | 7ª in Serie A2 (girone B); 4ª in pool salvezza                                         |
| Hermaea              | dettagli | Olbia                     | Geopalace              | 9ª in Serie A2 (girone A); 8ª in pool salvezza                                         |
| Libertas Martignacco | dettagli | Martignacco               | Palazzetto dello sport | 5ª in Serie A2 (girone A); 10ª in pool promozione                                      |
| Montale              | dettagli | Castelnuovo Rangone       | Palestra Magagni       | 2ª in Serie B1 (girone C); vincitrice play-off promozione                              |
| Pinerolo             | dettagli | Pinerolo                  | Palazzetto dello sport | 7ª in Serie A2 (girone A); 5ª in pool salvezza                                         |
| Soverato             | dettagli | Soverato                  | PalaScoppa             | 4ª in Serie A2 (girone A); 5ª in pool promozione; quarti di finale play-off promozione |
| Talmassons           | dettagli | Talmassons                | Palestra comunale      | 1ª in Serie B1 (girone B)                                                              |

### Girone B
| Club                | Stagione | Città               | Impianto                | Stagione precedente                                                              |
| ------------------- | -------- | ------------------- | ----------------------- | -------------------------------------------------------------------------------- |
| CUS Torino          | dettagli | Torino              | PalaRuffini             | 3ª in Serie A2 (girone B); 3ª in pool promozione; semifinali play-off promozione |
| Due Principati      | dettagli | Baronissi           | Palazzetto Sant'Antonio | 6ª in Serie A2 (girone A); 3ª in pool salvezza                                   |
| Futura Giovani      | dettagli | Busto Arsizio       | Palazzetto San Luigi    | 1ª in Serie B1 (girone A)                                                        |
| Helvia Recina       | dettagli | Macerata            | Palasport Fontescodella | 1ª in Serie B1 (girone C)                                                        |
| Marsala             | dettagli | Marsala             | PalaBellina             | 9ª in Serie A2 (girone B); 6ª in pool salvezza                                   |
| Mondovì             | dettagli | Mondovì             | PalaManera              | 1ª in Serie A2 (girone A); 8ª in pool promozione                                 |
| Montecchio Maggiore | dettagli | Montecchio Maggiore | PalaCollodi             | 8ª in Serie A2 (girone B); 2ª in pool salvezza                                   |
| Olimpia Teodora     | dettagli | Ravenna             | PalaCosta               | 5ª in Serie A2 (girone B); 9ª in pool promozione                                 |
| Roma Club           | dettagli | Roma                | PalaHoney               | 8ª in Serie A2 (girone A); 7ª in pool salvezza                                   |
| Trentino Rosa       | dettagli | Trento              | PalaSanbapolis          | 2ª in Serie A2 (girone B); 2ª in pool promozione; semifinali play-off promozione |

## Torneo

### Regular season

#### Girone A

##### Risultati
| Prima giornata |                                     |     |                            |
|                |                                     |     |                            |
| 06-10          | Libertas Martignacco - Soverato     | 1-3 | 15-25, 19-25, 31-29, 23-25 |
| 06-10          | Academy Sassuolo - Adolfo Consolini | 1-3 | 20-25, 17-25, 25-20, 23-25 |
| 06-10          | Pinerolo - Montale                  | 3-0 | 25-20, 25-23, 25-21        |
| 06-10          | Talmassons - Cutrofiano             | 1-3 | 22-25, 18-25, 26-24, 27-29 |
| 06-10          | Hermaea - Club Italia               | 1-3 | 20-25, 16-25, 26-24, 23-25 |

| Seconda giornata |                                |     |                                   |
|                  |                                |     |                                   |
| 12-10            | Club Italia - Academy Sassuolo | 2-3 | 22-25, 25-19, 18-25, 25-23, 10-15 |
| 13-10            | Adolfo Consolini - Talmassons  | 3-1 | 25-18, 25-22, 22-25, 25-12        |
| 13-10            | Soverato - Hermaea             | 3-0 | 25-22, 25-18, 25-20               |
| 13-10            | Cutrofiano - Pinerolo          | 0-3 | 22-25, 21-25, 22-25               |
| 13-10            | Montale - Libertas Martignacco | 3-2 | 20-25, 28-26, 25-21, 22-25, 15-10 |

| Terza giornata |                                |     |                                   |
|                |                                |     |                                   |
| 20-10          | Libertas Martignacco - Hermaea | 3-0 | 25-23, 25-20, 25-12               |
| 20-10          | Academy Sassuolo - Soverato    | 3-2 | 23-25, 25-15, 25-23, 21-25, 15-12 |
| 20-10          | Cutrofiano - Club Italia       | 2-3 | 21-25, 25-20, 25-21, 27-29, 14-16 |
| 20-10          | Pinerolo - Adolfo Consolini    | 2-3 | 23-25, 10-25, 25-17, 28-26, 15-17 |
| 20-10          | Talmassons - Montale           | 3-1 | 25-10, 20-25, 25-13, 26-24        |

| Quarta giornata |                                   |     |                                   |
|                 |                                   |     |                                   |
| 26-10           | Club Italia - Talmassons          | 3-1 | 25-20, 24-26, 25-22, 25-17        |
| 27-10           | Adolfo Consolini - Montale        | 3-0 | 25-21, 25-22, 25-18               |
| 27-10           | Soverato - Pinerolo               | 3-2 | 21-25, 26-24, 26-24, 23-25, 15-10 |
| 27-10           | Libertas Martignacco - Cutrofiano | 3-0 | 25-20, 25-19, 27-25               |
| 27-10           | Hermaea - Academy Sassuolo        | 2-3 | 28-26, 25-20, 23-25, 12-25, 13-15 |

| Quinta giornata |                                   |     |                            |
|                 |                                   |     |                            |
| 30-10           | Club Italia - Adolfo Consolini    | 1-3 | 18-25, 21-25, 25-23, 17-25 |
| 31-10           | Cutrofiano - Soverato             | 3-1 | 23-25, 25-19, 25-20, 25-15 |
| 31-10           | Pinerolo - Hermaea                | 3-0 | 25-16, 25-19, 25-16        |
| 31-10           | Talmassons - Libertas Martignacco | 0-3 | 22-25, 21-25, 21-25        |
| 31-10           | Montale - Academy Sassuolo        | 3-0 | 25-18, 25-21, 25-19        |

| Sesta giornata |                                 |     |                                   |
|                |                                 |     |                                   |
| 03-11          | Soverato - Club Italia          | 3-1 | 25-18, 25-21, 22-25, 25-22        |
| 03-11          | Libertas Martignacco - Pinerolo | 2-3 | 25-23, 18-25, 25-16, 22-25, 14-16 |
| 03-11          | Academy Sassuolo - Talmassons   | 0-3 | 22-25, 18-25, 13-25               |
| 03-11          | Cutrofiano - Adolfo Consolini   | 0-3 | 29-31, 17-25, 16-25               |
| 03-11          | Hermaea - Montale               | 3-1 | 25-20, 29-31, 25-16, 25-23        |

| Settima giornata |                                   |     |                                  |
|                  |                                   |     |                                  |
| 10-11            | Adolfo Consolini - Soverato       | 3-0 | 25-22, 25-10, 25-20              |
| 10-11            | Academy Sassuolo - L. Martignacco | 3-1 | 25-21, 30-32, 25-23, 25-17       |
| 10-11            | Pinerolo - Club Italia            | 3-1 | 22-25, 28-26, 25-22, 25-17       |
| 10-11            | Talmassons - Hermaea              | 2-3 | 25-9, 17-25, 25-18, 22-25, 11-15 |
| 10-11            | Montale - Cutrofiano              | 3-1 | 25-18, 21-25, 25-17, 25-14       |

| Ottava giornata |                                         |     |                                   |
|                 |                                         |     |                                   |
| 16-11           | Club Italia - Montale                   | 3-0 | 26-24, 25-23, 25-15               |
| 17-11           | Adolfo Consolini - Libertas Martignacco | 3-0 | 25-11, 25-21, 25-13               |
| 17-11           | Soverato - Talmassons                   | 3-2 | 25-17, 25-19, 23-25, 23-25, 18-16 |
| 17-11           | Cutrofiano - Hermaea                    | 0-3 | 24-26, 20-25, 16-25               |
| 17-11           | Pinerolo - Academy Sassuolo             | 3-0 | 28-26, 25-19, 25-20               |

| Nona giornata |                                    |     |                                   |
|               |                                    |     |                                   |
| 24-11         | Libertas Martignacco - Club Italia | 3-2 | 25-16, 24-26, 25-17, 18-25, 17-15 |
| 24-11         | Academy Sassuolo - Cutrofiano      | 3-2 | 22-25, 25-19, 22-25, 25-19, 21-19 |
| 24-11         | Talmassons - Pinerolo              | 0-3 | 23-25, 19-25, 23-25               |
| 24-11         | Montale - Soverato                 | 1-3 | 17-25, 25-23, 19-25, 23-25        |
| 24-11         | Hermaea - Adolfo Consolini         | 1-3 | 19-25, 20-25, 25-19, 21-25        |

| Decima giornata |                                     |     |                                   |
|                 |                                     |     |                                   |
| 01-12           | Soverato - Libertas Martignacco     | 3-2 | 26-28, 21-25, 25-13, 25-13, 15-8  |
| 01-12           | Adolfo Consolini - Academy Sassuolo | 3-0 | 25-21, 25-21, 25-18               |
| 01-12           | Montale - Pinerolo                  | 3-1 | 24-26, 25-18, 25-18, 25-18        |
| 01-12           | Cutrofiano - Talmassons             | 2-3 | 25-20, 22-25, 25-23, 23-25, 13-15 |
| 30-11           | Club Italia - Hermaea               | 3-1 | 19-25, 25-11, 25-23, 25-22        |

| Undicesima giornata |                                |     |                                  |
|                     |                                |     |                                  |
| 08-12               | Academy Sassuolo - Club Italia | 2-3 | 25-23, 22-25, 25-22, 23-25, 8-15 |
| 08-12               | Talmassons - Adolfo Consolini  | 1-3 | 13-25, 26-24, 22-25, 24-26       |
| 08-12               | Hermaea - Soverato             | 1-3 | 21-25, 25-20, 20-25, 19-25       |
| 08-12               | Pinerolo - Cutrofiano          | 3-0 | 25-21, 25-21, 25-18              |
| 08-12               | Libertas Martignacco - Montale | 3-1 | 21-25, 25-23, 26-24, 25-18       |

| Dodicesima giornata |                                |     |                                   |
|                     |                                |     |                                   |
| 15-12               | Hermaea - Libertas Martignacco | 3-1 | 25-27, 25-23, 25-17, 25-16        |
| 15-12               | Soverato - Academy Sassuolo    | 3-2 | 25-23, 25-15, 17-25, 22-25, 20-18 |
| 14-12               | Club Italia - Cutrofiano       | 1-3 | 23-25, 19-25, 25-18, 15-25        |
| 15-12               | Adolfo Consolini - Pinerolo    | 3-1 | 24-26, 25-18, 25-17, 25-22        |
| 15-12               | Montale - Talmassons           | 2-3 | 25-17, 25-21, 11-25, 20-25, 10-15 |

| Tredicesima giornata |                                   |     |                                   |
|                      |                                   |     |                                   |
| 22-12                | Talmassons - Club Italia          | 2-3 | 21-25, 25-22, 22-25, 25-18, 13-15 |
| 22-12                | Montale - Adolfo Consolini        | 1-3 | 23-25, 20-25, 25-22, 23-25        |
| 22-12                | Pinerolo - Soverato               | 1-3 | 25-12, 23-25, 22-25, 23-25        |
| 22-12                | Cutrofiano - Libertas Martignacco | 3-0 | 25-17, 25-17, 25-18               |
| 22-12                | Academy Sassuolo - Hermaea        | 2-3 | 20-25, 25-21, 25-12, 21-25, 9-15  |

| Quattordicesima giornata |                                   |     |                                   |
|                          |                                   |     |                                   |
| 26-12                    | Adolfo Consolini - Club Italia    | 3-0 | 25-12, 25-20, 25-22               |
| 26-12                    | Soverato - Cutrofiano             | 3-1 | 25-21, 25-14, 14-25, 25-21        |
| 26-12                    | Hermaea - Pinerolo                | 3-0 | 25-14, 25-12, 25-21               |
| 26-12                    | Libertas Martignacco - Talmassons | 3-2 | 13-25, 25-15, 25-19, 18-25, 15-13 |
| 26-12                    | Academy Sassuolo - Montale        | 0-3 | 29-31, 22-25, 26-28               |

| Quindicesima giornata |                                 |     |                                   |
|                       |                                 |     |                                   |
| 29-12                 | Club Italia - Soverato          | 2-3 | 25-21, 20-25, 25-27, 25-23, 8-15  |
| 29-12                 | Pinerolo - Libertas Martignacco | 3-2 | 25-17, 20-25, 21-25, 25-18, 15-13 |
| 29-12                 | Talmassons - Academy Sassuolo   | 3-1 | 19-25, 25-18, 25-20, 25-15        |
| 29-12                 | Adolfo Consolini - Cutrofiano   | 2-3 | 26-24, 24-26, 31-29, 18-25, 13-15 |
| 29-12                 | Montale - Hermaea               | 2-3 | 25-21, 17-25, 25-27, 25-19, 11-15 |

| Sedicesima giornata |                                    |     |                                   |
|                     |                                    |     |                                   |
| 05-01               | Soverato - Adolfo Consolini        | 1-3 | 23-25, 19-25, 25-16, 23-25        |
| 05-01               | Libertas Martignacco - A. Sassuolo | 3-0 | 25-20, 25-20, 25-22               |
| 05-01               | Club Italia - Pinerolo             | 0-3 | 21-25, 24-26, 19-25               |
| 05-01               | Hermaea - Talmassons               | 3-2 | 25-23, 25-19, 12-25, 19-25, 15-9  |
| 05-01               | Cutrofiano - Montale               | 3-2 | 23-25, 25-12, 25-13, 21-25, 15-11 |

| Diciassettesima giornata |                                         |     |                                   |
|                          |                                         |     |                                   |
| 12-01                    | Montale - Club Italia                   | 2-3 | 17-25, 25-15, 33-31, 17-25, 10-15 |
| 12-01                    | Libertas Martignacco - Adolfo Consolini | 0-3 | 17-25, 23-25, 17-25               |
| 12-01                    | Talmassons - Soverato                   | 1-3 | 21-25, 25-14, 14-25, 21-25        |
| 12-01                    | Hermaea - Cutrofiano                    | 3-2 | 13-25, 25-18, 22-25, 25-23, 15-13 |
| 12-01                    | Academy Sassuolo - Pinerolo             | 1-3 | 25-16, 23-25, 19-25, 24-26        |

| Diciottesima giornata |                                    |     |                                   |
|                       |                                    |     |                                   |
| 19-01                 | Club Italia - Libertas Martignacco | 2-3 | 28-26, 18-25, 25-22, 23-25, 14-16 |
| 19-01                 | Cutrofiano - Academy Sassuolo      | 3-1 | 25-22, 25-11, 20-25, 25-10        |
| 19-01                 | Pinerolo - Talmassons              | 1-3 | 23-25, 18-25, 25-21, 23-25        |
| 19-01                 | Soverato - Montale                 | 3-1 | 25-18, 25-17, 19-25, 25-18        |
| 19-01                 | Adolfo Consolini - Hermaea         | 3-2 | 26-24, 21-25, 17-25, 25-21, 15-11 |

##### Classifica
| Pos. | Squadra              | Pt | G  | V  | P  | SV | SP | Ratio | PF    | PS    | Ratio |
| ---- | -------------------- | -- | -- | -- | -- | -- | -- | ----- | ----- | ----- | ----- |
| 1.   | Adolfo Consolini     | 50 | 18 | 17 | 1  | 53 | 15 | 3,533 | 1 628 | 1 394 | 1,167 |
| 2.   | Soverato             | 38 | 18 | 14 | 4  | 46 | 30 | 1,533 | 1 706 | 1 615 | 1,056 |
| 3.   | Pinerolo             | 33 | 18 | 11 | 7  | 41 | 27 | 1,518 | 1 533 | 1 494 | 1,026 |
| 4.   | Libertas Martignacco | 25 | 18 | 8  | 10 | 35 | 37 | 0,945 | 1 532 | 1 606 | 0,953 |
| 5.   | Hermaea              | 24 | 18 | 9  | 9  | 35 | 39 | 0,897 | 1 557 | 1 610 | 0,967 |
| 6.   | Club Italia          | 24 | 18 | 8  | 10 | 36 | 41 | 0,878 | 1 672 | 1 716 | 0,974 |
| 7.   | Cutrofiano           | 23 | 18 | 7  | 11 | 31 | 41 | 0,756 | 1 589 | 1 575 | 1,008 |
| 8.   | Talmassons           | 21 | 18 | 6  | 12 | 33 | 43 | 0,767 | 1 628 | 1 632 | 0,997 |
| 9.   | Montale              | 18 | 18 | 5  | 13 | 29 | 43 | 0,674 | 1 538 | 1 638 | 0,938 |
| 10.  | Academy Sassuolo     | 14 | 18 | 5  | 13 | 25 | 48 | 0,520 | 1 553 | 1 656 | 0,937 |

      Qualificata alla pool promozione.
      Qualificata alla pool salvezza.

#### Girone B

##### Risultati
| Prima giornata |                                  |     |                            |
|                |                                  |     |                            |
| 06-10          | Trentino Rosa - Roma Club        | 3-0 | 25-16, 25-19, 25-23        |
| 06-10          | Mondovì - Helvia Recina          | 3-1 | 27-25, 25-22, 19-25, 25-22 |
| 06-10          | Due Principati - Olimpia Teodora | 0-3 | 19-25, 25-27, 25-27        |
| 06-10          | Futura Giovani - CUS Torino      | 0-3 | 21-25, 17-25, 21-25        |
| 06-10          | Marsala - Montecchio Maggiore    | 3-1 | 25-19, 25-20, 19-25, 25-22 |

| Seconda giornata |                                 |     |                                   |
|                  |                                 |     |                                   |
| 13-10            | CUS Torino - Due Principati     | 3-0 | 25-16, 25-12, 26-24               |
| 13-10            | Olimpia Teodora - Trentino Rosa | 2-3 | 15-25, 25-23, 18-25, 25-23, 16-18 |
| 13-10            | Montecchio Maggiore - Mondovì   | 3-1 | 25-19, 19-25, 25-17, 25-20        |
| 13-10            | Helvia Recina - Marsala         | 3-1 | 25-15, 25-20, 19-25, 25-16        |
| 13-10            | Roma Club - Futura Giovani      | 3-0 | 25-22, 25-16, 25-21               |

| Terza giornata |                                     |     |                     |
|                |                                     |     |                     |
| 20-10          | Trentino Rosa - CUS Torino          | 3-0 | 25-21, 25-20, 25-22 |
| 20-10          | Mondovì - Roma Club                 | 3-0 | 25-17, 25-23, 25-21 |
| 20-10          | Montecchio Maggiore - Helvia Recina | 0-3 | 22-25, 25-27, 19-25 |
| 20-10          | Futura Giovani - Due Principati     | 3-0 | 25-15, 31-29, 27-25 |
| 20-10          | Marsala - Olimpia Teodora           | 0-3 | 19-25, 19-25, 22-25 |

| Quarta giornata |                                  |     |                            |
|                 |                                  |     |                            |
| 27-10           | CUS Torino - Montecchio Maggiore | 1-3 | 23-25, 25-13, 16-25, 17-25 |
| 27-10           | Olimpia Teodora - Mondovì        | 1-3 | 24-26, 25-23, 33-35, 23-25 |
| 27-10           | Due Principati - Trentino Rosa   | 0-3 | 16-25, 20-25, 15-25        |
| 27-10           | Helvia Recina - Futura Giovani   | 3-0 | 25-16, 25-13, 25-18        |
| 27-10           | Roma Club - Marsala              | 3-0 | 25-17, 25-20, 25-19        |

| Quinta giornata |                                     |     |                                   |
|                 |                                     |     |                                   |
| 31-10           | Trentino Rosa - Montecchio Maggiore | 3-0 | 25-18, 28-26, 25-17               |
| 31-10           | Helvia Recina - Olimpia Teodora     | 1-3 | 25-22, 22-25, 21-25, 20-25        |
| 31-10           | Futura Giovani - Mondovì            | 0-3 | 22-25, 13-25, 20-25               |
| 31-10           | Marsala - CUS Torino                | 2-3 | 18-25, 22-25, 25-23, 25-23, 13-15 |
| 31-10           | Roma Club - Due Principati          | 3-2 | 25-22, 18-25, 21-25, 25-21, 15-10 |

| Sesta giornata |                                  |     |                                   |
|                |                                  |     |                                   |
| 03-11          | Trentino Rosa - Helvia Recina    | 3-0 | 25-16, 25-19, 25-18               |
| 03-11          | Mondovì - CUS Torino             | 3-1 | 25-22, 25-22, 24-26, 25-19        |
| 03-11          | Olimpia Teodora - Futura Giovani | 3-1 | 25-23, 20-25, 25-20, 25-21        |
| 03-11          | Montecchio Maggiore - Roma Club  | 3-0 | 25-21, 25-18, 25-16               |
| 03-11          | Due Principati - Marsala         | 3-2 | 25-17, 16-25, 25-18, 14-25, 15-13 |

| Settima giornata |                                       |     |                                  |
|                  |                                       |     |                                  |
| 10-11            | CUS Torino - Roma Club                | 3-0 | 25-20, 25-19, 25-17              |
| 10-11            | Olimpia Teodora - Montecchio Maggiore | 3-1 | 25-21, 27-25, 22-25, 25-21       |
| 10-11            | Helvia Recina - Due Principati        | 3-0 | 25-20, 25-23, 25-19              |
| 10-11            | Futura Giovani - Trentino Rosa        | 3-0 | 27-25, 25-20, 25-19              |
| 10-11            | Marsala - Mondovì                     | 2-3 | 25-20, 25-20, 11-25, 18-25, 9-15 |

| Ottava giornata |                                      |     |                                   |
|                 |                                      |     |                                   |
| 17-11           | CUS Torino - Helvia Recina           | 3-1 | 20-25, 25-18, 25-23, 25-23        |
| 17-11           | Mondovì - Due Principati             | 3-1 | 25-18, 23-25, 25-12, 25-15        |
| 17-11           | Montecchio Maggiore - Futura Giovani | 3-1 | 25-19, 18-25, 25-23, 27-25        |
| 17-11           | Marsala - Trentino Rosa              | 0-3 | 16-25, 21-25, 16-25               |
| 17-11           | Roma Club - Olimpia Teodora          | 2-3 | 25-23, 23-25, 23-25, 25-20, 12-15 |

| Nona giornata |                                      |     |                                   |
|               |                                      |     |                                   |
| 24-11         | Trentino Rosa - Mondovì              | 3-0 | 25-17, 25-21, 25-18               |
| 24-11         | Olimpia Teodora - CUS Torino         | 3-1 | 25-23, 16-25, 25-12, 25-20        |
| 24-11         | Due Principati - Montecchio Maggiore | 3-2 | 17-25, 25-23, 24-26, 25-17, 15-11 |
| 24-11         | Helvia Recina - Roma Club            | 3-0 | 25-14, 26-24, 25-22               |
| 24-11         | Futura Giovani - Marsala             | 3-1 | 25-23, 24-26, 25-14, 27-25        |

| Decima giornata |                                  |     |                                  |
|                 |                                  |     |                                  |
| 01-12           | Roma Club - Trentino Rosa        | 1-3 | 28-26, 18-25, 23-25, 19-25       |
| 30-11           | Helvia Recina - Mondovì          | 3-2 | 21-25, 25-17, 25-23, 16-25, 15-5 |
| 01-12           | Olimpia Teodora - Due Principati | 3-1 | 25-20, 23-25, 25-21, 25-15       |
| 30-11           | CUS Torino - Futura Giovani      | 0-3 | 25-27, 20-25, 22-25              |
| 01-12           | Montecchio Maggiore - Marsala    | 3-0 | 25-23, 25-20, 25-18              |

| Undicesima giornata |                                 |     |                                   |
|                     |                                 |     |                                   |
| 08-12               | Due Principati - CUS Torino     | 1-3 | 15-25, 25-20, 23-25, 15-25        |
| 08-12               | Trentino Rosa - Olimpia Teodora | 3-1 | 23-25, 27-25, 26-24, 25-19        |
| 08-12               | Mondovì - Montecchio Maggiore   | 0-3 | 20-25, 18-25, 18-25               |
| 08-12               | Marsala - Helvia Recina         | 2-3 | 19-25, 23-25, 25-22, 25-17, 11-15 |
| 08-12               | Futura Giovani - Roma Club      | 3-0 | 25-21, 25-22, 25-16               |

| Dodicesima giornata |                                     |     |                     |
|                     |                                     |     |                     |
| 14-12               | CUS Torino - Trentino Rosa          | 0-3 | 18-25, 19-25, 13-25 |
| 14-12               | Roma Club - Mondovì                 | 0-3 | 11-25, 20-25, 21-25 |
| 15-12               | Helvia Recina - Montecchio Maggiore | 0-3 | 16-25, 25-27, 19-25 |
| 15-12               | Due Principati - Futura Giovani     | 0-3 | 15-25, 22-25, 22-25 |
| 15-12               | Olimpia Teodora - Marsala           | 3-0 | 25-9, 25-21, 25-12  |

| Tredicesima giornata |                                  |     |                                   |
|                      |                                  |     |                                   |
| 22-12                | Montecchio Maggiore - CUS Torino | 3-0 | 25-16, 25-16, 25-18               |
| 22-12                | Mondovì - Olimpia Teodora        | 3-1 | 25-23, 25-12, 22-25, 25-10        |
| 22-12                | Trentino Rosa - Due Principati   | 3-0 | 25-20, 25-17, 25-14               |
| 22-12                | Futura Giovani - Helvia Recina   | 3-2 | 25-23, 18-25, 23-25, 25-22, 15-13 |
| 21-12                | Marsala - Roma Club              | 3-2 | 25-21, 25-12, 17-25, 16-25, 17-15 |

| Quattordicesima giornata |                                     |     |                                  |
|                          |                                     |     |                                  |
| 26-12                    | Montecchio Maggiore - Trentino Rosa | 1-3 | 23-25, 25-23, 24-26, 20-25       |
| 26-12                    | Olimpia Teodora - Helvia Recina     | 1-3 | 25-20, 18-25, 20-25, 23-25       |
| 26-12                    | Mondovì - Futura Giovani            | 3-2 | 23-25, 25-21, 16-25, 25-19, 15-7 |
| 26-12                    | CUS Torino - Marsala                | 3-0 | 25-13, 25-21, 25-14              |
| 26-12                    | Due Principati - Roma Club          | 3-0 | 25-23, 25-22, 25-21              |

| Quindicesima giornata |                                  |     |                                   |
|                       |                                  |     |                                   |
| 29-12                 | Helvia Recina - Trentino Rosa    | 1-3 | 20-25, 25-22, 22-25, 23-25        |
| 18-12                 | CUS Torino - Mondovì             | 3-2 | 19-25, 25-18, 25-18, 19-25, 15-7  |
| 29-12                 | Futura Giovani - Olimpia Teodora | 3-2 | 25-21, 25-23, 18-25, 22-25, 20-18 |
| 29-12                 | Roma Club - Montecchio Maggiore  | 3-1 | 27-25, 25-13, 18-25, 25-21        |
| 29-12                 | Marsala - Due Principati         | 2-3 | 20-25, 25-23, 24-26, 28-26, 11-15 |

| Sedicesima giornata |                                       |     |                                   |
|                     |                                       |     |                                   |
| 05-01               | Roma Club - CUS Torino                | 3-1 | 25-13, 22-25, 25-18, 25-20        |
| 05-01               | Montecchio Maggiore - Olimpia Teodora | 0-3 | 20-25, 19-25, 15-25               |
| 05-01               | Due Principati - Helvia Recina        | 3-0 | 25-20, 25-18, 25-20               |
| 05-01               | Trentino Rosa - Futura Giovani        | 3-2 | 17-25, 25-13, 24-26, 25-22, 15-12 |
| 04-01               | Mondovì - Marsala                     | 3-1 | 25-20, 20-25, 25-19, 25-23        |

| Diciassettesima giornata |                                      |     |                                   |
|                          |                                      |     |                                   |
| 12-01                    | Helvia Recina - CUS Torino           | 0-3 | 22-25, 22-25, 23-25               |
| 12-01                    | Due Principati - Mondovì             | 3-0 | 25-20, 25-19, 25-22               |
| 12-01                    | Futura Giovani - Montecchio Maggiore | 3-1 | 25-17, 25-19, 24-26, 25-12        |
| 12-01                    | Trentino Rosa - Marsala              | 3-0 | 25-17, 25-11, 26-24               |
| 12-01                    | Olimpia Teodora - Roma Club          | 2-3 | 25-22, 27-25, 20-25, 20-25, 15-17 |

| Diciottesima giornata |                                      |     |                            |
|                       |                                      |     |                            |
| 19-01                 | Mondovì - Trentino Rosa              | 0-3 | 15-25, 17-25, 20-25        |
| 19-01                 | CUS Torino - Olimpia Teodora         | 3-0 | 25-23, 25-15, 25-13        |
| 19-01                 | Montecchio Maggiore - Due Principati | 3-0 | 25-19, 25-23, 25-19        |
| 19-01                 | Roma Club - Helvia Recina            | 1-3 | 25-23, 16-25, 16-25, 18-25 |
| 19-01                 | Marsala - Futura Giovani             | 0-3 | 9-25, 21-25, 23-25         |

##### Classifica
| Pos. | Squadra             | Pt | G  | V  | P  | SV | SP | Ratio | PF    | PS    | Ratio |
| ---- | ------------------- | -- | -- | -- | -- | -- | -- | ----- | ----- | ----- | ----- |
| 1.   | Trentino Rosa       | 49 | 18 | 17 | 1  | 51 | 11 | 4,636 | 1 511 | 1 237 | 1,221 |
| 2.   | Mondovì             | 33 | 18 | 11 | 7  | 38 | 31 | 1,225 | 1 522 | 1 467 | 1,037 |
| 3.   | Olimpia Teodora     | 32 | 18 | 10 | 8  | 40 | 31 | 1,290 | 1 615 | 1 578 | 1,023 |
| 4.   | Futura Giovani      | 30 | 18 | 10 | 8  | 36 | 30 | 1,200 | 1 474 | 1 453 | 1,014 |
| 5.   | CUS Torino          | 28 | 18 | 10 | 8  | 34 | 30 | 1,133 | 1 411 | 1 373 | 1,027 |
| 6.   | Montecchio Maggiore | 28 | 18 | 9  | 9  | 34 | 30 | 1,133 | 1 440 | 1 419 | 1,014 |
| 7.   | Helvia Recina       | 26 | 18 | 9  | 9  | 33 | 34 | 0,970 | 1 503 | 1 463 | 1,027 |
| 8.   | Roma Club           | 18 | 18 | 6  | 12 | 24 | 42 | 0,571 | 1 396 | 1 493 | 0,935 |
| 9.   | Due Principati      | 16 | 18 | 6  | 12 | 23 | 42 | 0,547 | 1 347 | 1 501 | 0,897 |
| 10.  | Marsala             | 10 | 18 | 2  | 16 | 19 | 51 | 0,372 | 1 370 | 1 605 | 0,853 |

      Qualificata alla pool promozione.
      Qualificata alla pool salvezza.

### Pool promozione

#### Risultati
| Prima giornata |                                        |     |                                   |
|                |                                        |     |                                   |
| 09-02          | Pinerolo - Futura Giovani              | 3-0 | 25-20, 25-19, 25-23               |
| 09-02          | Soverato - CUS Torino                  | 3-2 | 25-20, 18-25, 23-25, 25-17, 15-13 |
| 09-02          | Adolfo Consolini - Mondovì             | 2-3 | 25-19, 20-25, 21-25, 26-24, 11-15 |
| 09-02          | Libertas Martignacco - Olimpia Teodora | 1-3 | 25-27, 21-25, 25-23, 23-25        |
| 09-02          | Hermaea - Trentino Rosa                | 1-3 | 12-25, 13-25, 25-20, 18-25        |

| Seconda giornata |                                   |     |                                   |
|                  |                                   |     |                                   |
| 16-02            | Futura Giovani - Adolfo Consolini | 3-0 | 25-23, 25-20, 25-23               |
| 16-02            | Olimpia Teodora - Soverato        | 3-2 | 25-17, 25-21, 18-25, 23-25, 15-13 |
| 15-02            | Mondovì - Libertas Martignacco    | 3-1 | 25-21, 25-21, 22-25, 25-14        |
| 16-02            | Trentino Rosa - Pinerolo          | 3-2 | 25-19, 25-9, 11-25, 20-25, 15-13  |
| 16-02            | CUS Torino - Hermaea              | 3-0 | 25-22, 25-20, 28-26               |

| Terza giornata |                                       |     |                                   |
|                |                                       |     |                                   |
| 23-02          | Libertas Martignacco - Futura Giovani | 3-2 | 25-27, 25-22, 15-25, 25-15, 15-12 |
| -              | Pinerolo - Mondovì                    | -   | annullata                         |
| 23-02          | Hermaea - Olimpia Teodora             | 1-3 | 25-20, 23-25, 22-25, 20-25        |
| 23-02          | Soverato - Trentino Rosa              | 2-3 | 16-25, 25-21, 14-25, 25-19, 13-15 |
| 23-02          | Adolfo Consolini - CUS Torino         | 3-1 | 25-19, 25-22, 17-25, 25-18        |

| Quarta giornata |                                      |   |           |
|                 |                                      |   |           |
| -               | Soverato - Futura Giovani            | - | annullata |
| -               | Hermaea - Mondovì                    | - | annullata |
| -               | Olimpia Teodora - Adolfo Consolini   | - | annullata |
| -               | CUS Torino - Pinerolo                | - | annullata |
| -               | Trentino Rosa - Libertas Martignacco | - | annullata |

| Quinta giornata |                                   |   |           |
|                 |                                   |   |           |
| -               | Futura Giovani - Hermaea          | - | annullata |
| -               | Mondovì - Soverato                | - | annullata |
| -               | Libertas Martignacco - CUS Torino | - | annullata |
| -               | Pinerolo - Olimpia Teodora        | - | annullata |
| -               | Adolfo Consolini - Trentino Rosa  | - | annullata |

| Sesta giornata |                                        |   |           |
|                |                                        |   |           |
| -              | Futura Giovani - Pinerolo              | - | annullata |
| -              | CUS Torino - Soverato                  | - | annullata |
| -              | Mondovì - Adolfo Consolini             | - | annullata |
| -              | Olimpia Teodora - Libertas Martignacco | - | annullata |
| -              | Trentino Rosa - Hermaea                | - | annullata |

| Settima giornata |                                   |   |           |
|                  |                                   |   |           |
| -                | Adolfo Consolini - Futura Giovani | - | annullata |
| -                | Soverato - Olimpia Teodora        | - | annullata |
| -                | Libertas Martignacco - Mondovì    | - | annullata |
| -                | Pinerolo - Trentino Rosa          | - | annullata |
| -                | Hermaea - CUS Torino              | - | annullata |

| Ottava giornata |                                       |   |           |
|                 |                                       |   |           |
| -               | Futura Giovani - Libertas Martignacco | - | annullata |
| -               | Mondovì - Pinerolo                    | - | annullata |
| -               | Olimpia Teodora - Hermaea             | - | annullata |
| -               | Trentino Rosa - Soverato              | - | annullata |
| -               | CUS Torino - Adolfo Consolini         | - | annullata |

| Nona giornata |                                      |   |           |
|               |                                      |   |           |
| -             | Futura Giovani - Soverato            | - | annullata |
| -             | Mondovì - Hermaea                    | - | annullata |
| -             | Adolfo Consolini - Olimpia Teodora   | - | annullata |
| -             | Pinerolo - CUS Torino                | - | annullata |
| -             | Libertas Martignacco - Trentino Rosa | - | annullata |

| Decima giornata |                                   |   |           |
|                 |                                   |   |           |
| -               | Hermaea - Futura Giovani          | - | annullata |
| -               | Soverato - Mondovì                | - | annullata |
| -               | CUS Torino - Libertas Martignacco | - | annullata |
| -               | Olimpia Teodora - Pinerolo        | - | annullata |
| -               | Trentino Rosa - Adolfo Consolini  | - | annullata |

#### Classifica
| Pos. | Squadra              | Pt | G  | V  | P  | SV | SP | Ratio | PF    | PS    | Ratio |
| ---- | -------------------- | -- | -- | -- | -- | -- | -- | ----- | ----- | ----- | ----- |
| 1.   | Trentino Rosa        | 56 | 21 | 20 | 1  | 60 | 16 | 3,750 | 1 807 | 1 489 | 1,213 |
| 2.   | Adolfo Consolini     | 54 | 21 | 18 | 3  | 58 | 22 | 2,636 | 1 889 | 1 661 | 1,137 |
| 3.   | Soverato             | 42 | 21 | 15 | 6  | 53 | 38 | 1,394 | 2 006 | 1 926 | 1,041 |
| 4.   | Olimpia Teodora      | 40 | 21 | 13 | 8  | 49 | 35 | 1,400 | 1 916 | 1 863 | 1,028 |
| 5.   | Mondovì              | 38 | 20 | 13 | 7  | 44 | 34 | 1,294 | 1 727 | 1 651 | 1,046 |
| 6.   | Pinerolo             | 37 | 20 | 12 | 8  | 46 | 30 | 1,533 | 1 699 | 1 652 | 1,028 |
| 7.   | Futura Giovani       | 34 | 21 | 11 | 10 | 41 | 36 | 1,138 | 1 712 | 1 699 | 1,007 |
| 8.   | CUS Torino           | 32 | 21 | 11 | 10 | 40 | 36 | 1,111 | 1 673 | 1 639 | 1,020 |
| 9.   | Libertas Martignacco | 27 | 21 | 9  | 12 | 40 | 45 | 0,888 | 1 812 | 1 904 | 0,951 |
| 10.  | Hermaea              | 24 | 21 | 9  | 12 | 37 | 48 | 0,770 | 1 783 | 1 878 | 0,949 |

### Pool salvezza

#### Risultati
| Prima giornata |                                  |     |                                   |
|                |                                  |     |                                   |
| 09-02          | Roma Club - Montale              | 3-2 | 16-25, 17-25, 25-23, 25-20, 15-12 |
| 08-02          | Due Principati - Club Italia     | 3-0 | 25-19, 25-16, 25-21               |
| 09-02          | Montecchio Maggiore - Cutrofiano | 2-3 | 11-25, 25-21, 25-13, 22-25, 12-15 |
| 09-02          | Academy Sassuolo - Marsala       | 1-3 | 17-25, 25-14, 21-25, 22-25        |
| 09-02          | Talmassons - Helvia Recina       | 0-3 | 26-28, 18-25, 16-25               |

| Seconda giornata |                                  |     |                                   |
|                  |                                  |     |                                   |
| 16-02            | Club Italia - Roma Club          | 3-2 | 25-22, 21-25, 25-17, 21-25, 15-11 |
| 16-02            | Montale - Montecchio Maggiore    | 1-3 | 23-25, 25-21, 20-25, 23-25        |
| 16-02            | Cutrofiano - Due Principati      | 1-3 | 23-25, 23-25, 25-23, 24-26        |
| 16-02            | Marsala - Talmassons             | 3-1 | 21-25, 25-14, 25-21, 27-25        |
| 16-02            | Helvia Recina - Academy Sassuolo | 3-0 | 25-20, 25-9, 25-19                |

| Terza giornata |                                        |     |                            |
|                |                                        |     |                            |
| 23-02          | Roma Club - Cutrofiano                 | 0-3 | 11-25, 18-25, 20-25        |
| 05-03          | Montecchio Maggiore - Academy Sassuolo | 1-3 | 25-22, 23-25, 19-25, 19-25 |
| 23-02          | Due Principati - Talmassons            | 3-1 | 25-22, 25-19, 22-25, 25-18 |
| 23-02          | Marsala - Club Italia                  | 3-0 | 25-22, 26-24, 25-22        |
| 23-02          | Helvia Recina - Montale                | 1-3 | 20-25, 25-22, 18-25, 14-25 |

| Quarta giornata |                                   |   |           |
|                 |                                   |   |           |
| -               | Talmassons - Roma Club            | - | annullata |
| -               | Club Italia - Montecchio Maggiore | - | annullata |
| -               | Montale - Marsala                 | - | annullata |
| -               | Cutrofiano - Helvia Recina        | - | annullata |
| -               | Academy Sassuolo - Due Principati | - | annullata |

| Quinta giornata |                                  |     |                     |
|                 |                                  |     |                     |
| -               | Montecchio Maggiore - Talmassons | -   | annullata           |
| 07-03           | Helvia Recina - Club Italia      | 3-0 | 25-19, 25-22, 25-11 |
| -               | Marsala - Cutrofiano             | -   | annullata           |
| -               | Roma Club - Academy Sassuolo     | -   | annullata           |
| -               | Due Principati - Montale         | -   | annullata           |

| Sesta giornata |                                  |   |           |
|                |                                  |   |           |
| -              | Montale - Roma Club              | - | annullata |
| -              | Club Italia - Due Principati     | - | annullata |
| -              | Cutrofiano - Montecchio Maggiore | - | annullata |
| -              | Marsala - Academy Sassuolo       | - | annullata |
| -              | Helvia Recina - Talmassons       | - | annullata |

| Settima giornata |                                  |   |           |
|                  |                                  |   |           |
| -                | Roma Club - Club Italia          | - | annullata |
| -                | Montecchio Maggiore - Montale    | - | annullata |
| -                | Due Principati - Cutrofiano      | - | annullata |
| -                | Talmassons - Marsala             | - | annullata |
| -                | Academy Sassuolo - Helvia Recina | - | annullata |

| Ottava giornata |                                        |   |           |
|                 |                                        |   |           |
| -               | Cutrofiano - Roma Club                 | - | annullata |
| -               | Academy Sassuolo - Montecchio Maggiore | - | annullata |
| -               | Talmassons - Due Principati            | - | annullata |
| -               | Club Italia - Marsala                  | - | annullata |
| -               | Montale - Helvia Recina                | - | annullata |

| Nona giornata |                                   |   |           |
|               |                                   |   |           |
| -             | Roma Club - Talmassons            | - | annullata |
| -             | Montecchio Maggiore - Club Italia | - | annullata |
| -             | Marsala - Montale                 | - | annullata |
| -             | Helvia Recina - Cutrofiano        | - | annullata |
| -             | Due Principati - Academy Sassuolo | - | annullata |

| Decima giornata |                                  |   |           |
|                 |                                  |   |           |
| -               | Talmassons - Montecchio Maggiore | - | annullata |
| -               | Club Italia - Helvia Recina      | - | annullata |
| -               | Cutrofiano - Marsala             | - | annullata |
| -               | Academy Sassuolo - Roma Club     | - | annullata |
| -               | Montale - Due Principati         | - | annullata |

#### Classifica
| Pos. | Squadra             | Pt | G  | V  | P  | SV | SP | Ratio | PF    | PS    | Ratio |
| ---- | ------------------- | -- | -- | -- | -- | -- | -- | ----- | ----- | ----- | ----- |
| 1.   | Helvia Recina       | 35 | 22 | 12 | 10 | 43 | 37 | 1,162 | 1 808 | 1 720 | 1,051 |
| 2.   | Montecchio Maggiore | 32 | 21 | 10 | 11 | 40 | 37 | 1,081 | 1 717 | 1 706 | 1,006 |
| 3.   | Cutrofiano          | 28 | 21 | 9  | 12 | 38 | 46 | 0,826 | 1 858 | 1 818 | 1,022 |
| 4.   | Club Italia         | 26 | 22 | 9  | 13 | 39 | 52 | 0,750 | 1 955 | 2 042 | 0,957 |
| 5.   | Due Principati      | 25 | 21 | 9  | 12 | 32 | 44 | 0,727 | 1 618 | 1 736 | 0,932 |
| 6.   | Montale             | 22 | 21 | 6  | 15 | 35 | 50 | 0,700 | 1 831 | 1 909 | 0,959 |
| 7.   | Roma Club           | 21 | 21 | 7  | 14 | 29 | 50 | 0,580 | 1 643 | 1 780 | 0,923 |
| 8.   | Talmassons          | 21 | 21 | 6  | 15 | 35 | 52 | 0,673 | 1 857 | 1 905 | 0,974 |
| 9.   | Marsala             | 19 | 21 | 5  | 16 | 28 | 53 | 0,528 | 1 633 | 1 843 | 0,886 |
| 10.  | Academy Sassuolo    | 17 | 21 | 6  | 15 | 29 | 55 | 0,527 | 1 783 | 1 906 | 0,935 |

## Statistiche
| Rendimento individuale | Rendimento individuale | Rendimento individuale | Rendimento individuale |
| Pos.                   | Nome                   | Punti                  | Squadra                |
| ---------------------- | ---------------------- | ---------------------- | ---------------------- |
| 1                      | Valentina Zago         | 475                    | Pinerolo               |
| 2                      | Ebony Nwanebu          | 463                    | Libertas Martignacco   |
| 3                      | Vittoria Piani         | 387                    | Trentino Rosa          |
| 4                      | Clara Decortes         | 385                    | Adolfo Consolini       |
| 5                      | Krystle Esdelle        | 383                    | Due Principati         |
| 6                      | Emanuela Fiore         | 381                    | Hermaea                |
| 7                      | Costanza Manfredini    | 340                    | Olimpia Teodora        |
| 8                      | Rebecca Latham         | 337                    | Futura Giovani         |
| 9                      | Elisa Zanette          | 335                    | Mondovì                |
| 10                     | Adhuoljok Malual       | 333                    | Academy Sassuolo       |